# Venus Erycina

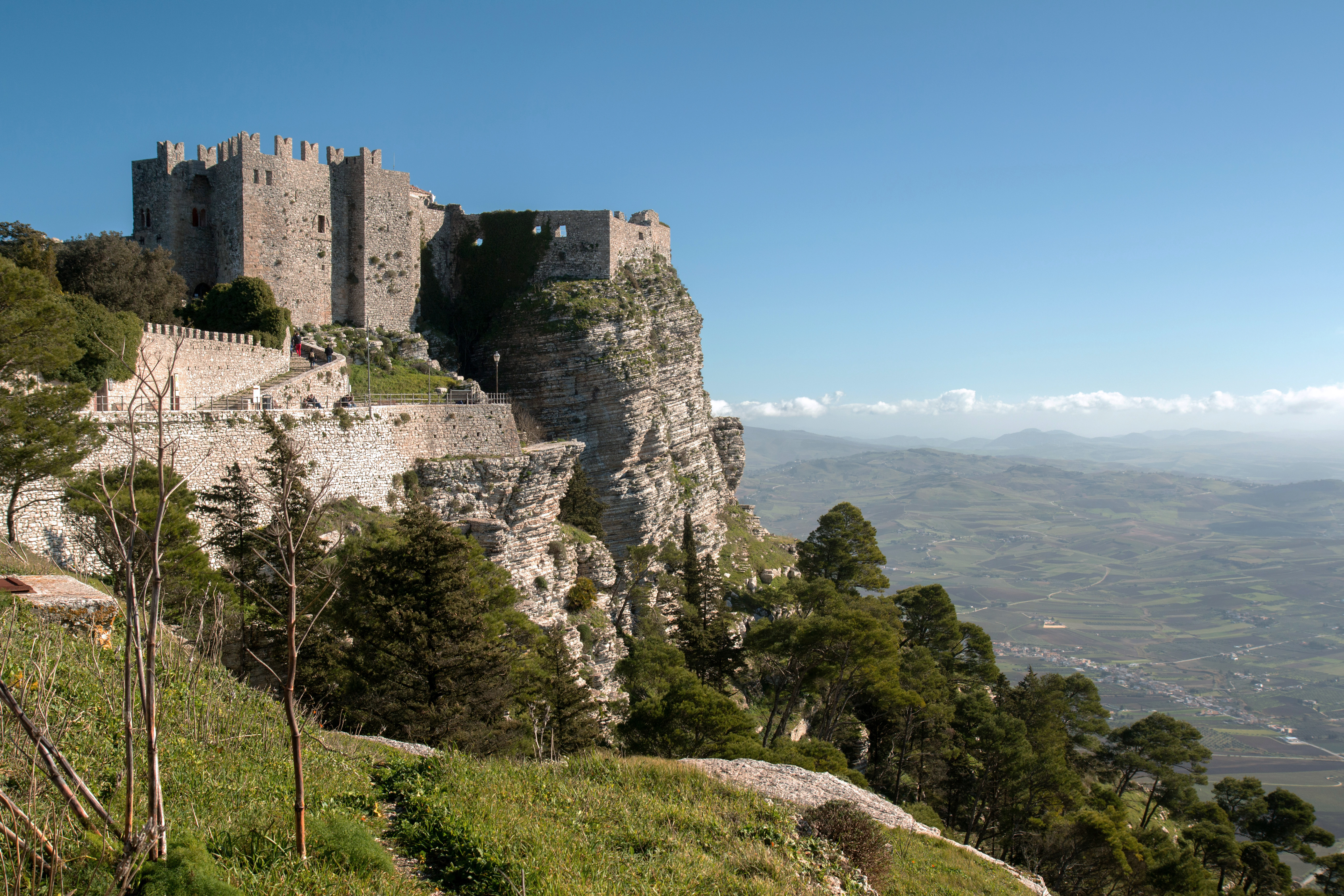
La forteresse du mont Erice où se trouvait autrefois le temple de Vénus Erycina, aujourd'hui remplacé par les vestiges d'un château normand

Venus Erycina ou Vénus Érycine, était l'un des cultes de la déesse romaine Vénus, en tant que patronne de la fertilité, anciennement connue sous le nom d'Aphrodite ericina.

## Mythe
Selon Virgile, Anchise a été enterré par son fils Énée sur le mont Erice, où des cérémonies grandioses ont eu lieu en son honneur. Énée fonde également sur la montagne, pour sa mère, Vénus, « un siège près des étoiles ».
Diodore de Sicile écrit qu'Éryx, fils de Boutès et d'Aphrodite, avait érigé le temple dédié à sa mère et fondé la ville. Puis il raconte l'arrivée de Liparo, fils d'Ausonius, aux îles Éoliennes (V, 6,7), ajoutant que les Sicanes « habitaient les hauts sommets des montagnes et adoraient Vénus Ericina ».

## L'histoire

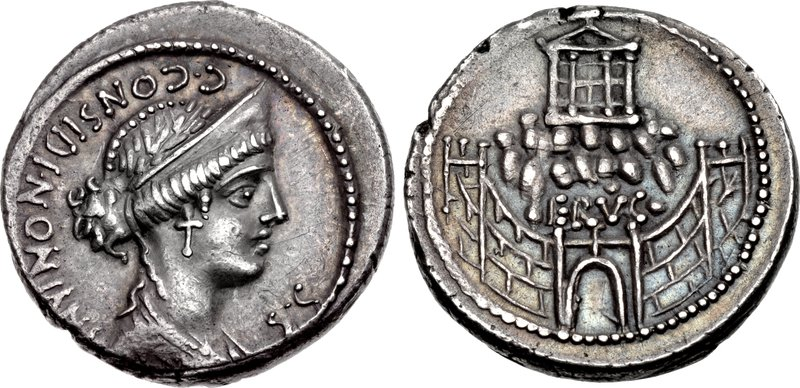
Pièce de monnaie romaine avec tête laurée et buste drapé de Vénus Erycina, d'un côté, et le temple du mont Erice de l'autre.

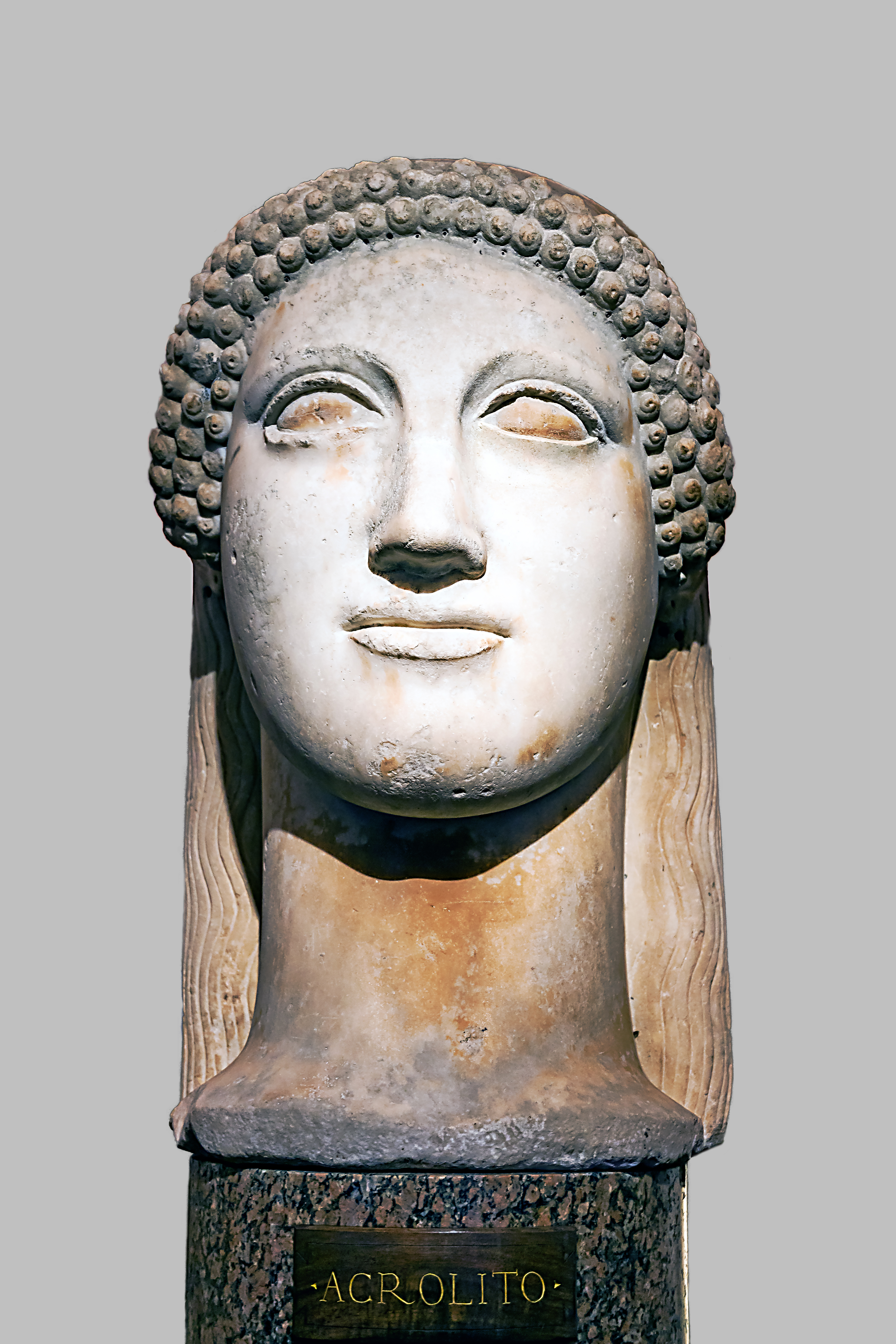
L'Acrolito Ludovisi, tête de la statue d'Aphrodite de trois mètres de haut, que les Romains auraient amenée du temple d'Erice à la ville.

Le culte est né dans l'ancienne ville sicilienne d'Eryx, où le sanctuaire a été fondé en l'honneur de la déesse. 
Ce site accueillait dès le Néolithique le culte par les Sicanes d'une déesse-mère, créatrice de l’univers et promotrice de la vie et de la fertilité) devenue au fil des siècles et des peuples l'Astarté phénicienne adorée par les Élymes, l'Aphrodite des Pélasges. Ce culte était connu et hors de la Sicile dès le Ve siècle av. J.-C.
Dans ce temple dorique, construit probablement au VIe ou Ve siècle av. J.-C. et qui subsiste jusqu'à l'édification pas les chrétiens d'une basilique dédié à la Madone, le culte a été adapté par les Romains sous le nom de Vénus Erycina. Le culte était rendu par des prostituées sacrées qui s'accouplent à l'intérieur du temple avec des pèlerins de passage, notamment les marins. Chaque année, les colombes sacrées quittaient Éryx pour l'Afrique (anagogé) et revenir neuf jours après (catagogé). Elle avait une nature obscure à bien des égards qui comprenait l'élevage de colombes et la prostitution sacrée. 
Le culte de Vénus Erycina a donc également été introduit dans la Rome antique. La statue de la déesse du temple d'Erice a été amenée à Rome en 211 av.J-C. (les chercheurs pensent que c'est l'Acrolithe Ludovisi). 
L'importance du culte de Vénus Érycine, mère et bienfaitrice d'Énée et protectrice des Romains face aux Carthaginois, se traduit par les deux temples dédiés à Vénus Erycina à Rome :
- Temple de Vénus Erycina (Capitole), voté en 217 av. J.-C. par le dictateur Quintus Fabius Maximus Verrucosus et consacré en 215 av. J.-C.
- Temple de Vénus Erycina à la Porte Colline, voté en 184 av. J.-C. et dédié le 23 avril 181 av. J.-C. par le consul Lucio Porcio Licino.

L'importance du culte romain de Vénus Erycina est attestée par la découverte de monnaies républicaines datées de 57 av. J.-C. où le temple d'Erice est représenté.